# Glagah Sari
Glagah Sari is een bestuurslaag in het regentschap Pasuruan van de provincie Oost-Java, Indonesië. Glagah Sari telt 6937 inwoners (volkstelling 2010).